# 池上町 (鳥羽市)
池上町（いけがみちょう）は、三重県鳥羽市の町。鳥羽商船高等専門学校の校地と新興住宅地から成る。住民基本台帳に基づく2019年（令和元年）10月31日現在の人口は982人と鳥羽市で4番目に人口の多い町であり、市内で最も戸数の多い新興住宅地である。2015年（平成27年）10月1日現在の面積は0.297581683 km2。郵便番号は517-0012である。

## 地理
鳥羽市の北西部に位置する。町内は鳥羽商船高等専門学校（鳥羽商船高専）の敷地とその背後の住宅地から成る。住宅地部分は鳥羽市と住宅供給公社が造成した住宅団地から成り、町名制定前は「堅神団地」と通称していた。一部地域が第一種低層住居専用地域（容積率100%、建ぺい率60%、高さ制限10 m）に指定されている。住居表示実施地域である。
- 海 - 池の浦

北は鳥羽二丁目、南東は鳥羽町、南西と北西は堅神町、西は屋内町と接する。北西端を国道42号・国道167号（重複区間）が通る。

### 小・中学校の学区
市立小・中学校に通う場合、学区は以下の通りとなる。
| 町     | 番・番地等 | 小学校             | 中学校               |
| ------ | ---------- | ------------------ | -------------------- |
| 池上町 | 全域       | 鳥羽市立鳥羽小学校 | 鳥羽市立鳥羽東中学校 |

### 公園
町内には裏萩山公園と池上公園の2つの都市計画公園がある。
裏萩山公園は、総面積9 aの街区公園（旧・児童公園）である。池上公園は2.2 haあり、鳥羽市唯一の近隣公園である。1989年（平成元年）4月18日の三重県告示で鳥羽市の都市計画公園に追加され、2006年（平成18年）3月24日に完成した。公園は1周約230 mである。

### 気候
アメダスの鳥羽観測所が鳥羽商船高専の敷地内に置かれている。
| 鳥羽（1981 - 2010）の気候                     | 鳥羽（1981 - 2010）の気候 | 鳥羽（1981 - 2010）の気候 | 鳥羽（1981 - 2010）の気候 | 鳥羽（1981 - 2010）の気候 | 鳥羽（1981 - 2010）の気候 | 鳥羽（1981 - 2010）の気候 | 鳥羽（1981 - 2010）の気候 | 鳥羽（1981 - 2010）の気候 | 鳥羽（1981 - 2010）の気候 | 鳥羽（1981 - 2010）の気候 | 鳥羽（1981 - 2010）の気候 | 鳥羽（1981 - 2010）の気候 | 鳥羽（1981 - 2010）の気候 |
| 月                                            | 1月                       | 2月                       | 3月                       | 4月                       | 5月                       | 6月                       | 7月                       | 8月                       | 9月                       | 10月                      | 11月                      | 12月                      | 年                        |
| --------------------------------------------- | ------------------------- | ------------------------- | ------------------------- | ------------------------- | ------------------------- | ------------------------- | ------------------------- | ------------------------- | ------------------------- | ------------------------- | ------------------------- | ------------------------- | ------------------------- |
| 平均最高気温 °C （°F）                        | 9.0 (48.2)                | 9.5 (49.1)                | 13.0 (55.4)               | 18.6 (65.5)               | 22.7 (72.9)               | 25.9 (78.6)               | 29.8 (85.6)               | 31.0 (87.8)               | 27.4 (81.3)               | 21.9 (71.4)               | 16.6 (61.9)               | 11.7 (53.1)               | 19.76 (67.57)             |
| 平均最低気温 °C （°F）                        | 1.7 (35.1)                | 1.8 (35.2)                | 4.4 (39.9)                | 9.3 (48.7)                | 13.9 (57)                 | 18.2 (64.8)               | 22.4 (72.3)               | 23.5 (74.3)               | 20.4 (68.7)               | 14.6 (58.3)               | 8.9 (48)                  | 3.9 (39)                  | 11.92 (53.44)             |
| 降水量 mm （inch）                            | 77.1 (3.035)              | 95.1 (3.744)              | 182.8 (7.197)             | 203.0 (7.992)             | 260.2 (10.244)            | 266.6 (10.496)            | 197.8 (7.787)             | 205.2 (8.079)             | 397.4 (15.646)            | 257.6 (10.142)            | 148.3 (5.839)             | 68.3 (2.689)              | 2,359.4 (92.89)           |
| 平均月間日照時間                              | 159.8                     | 156.4                     | 172.5                     | 179.2                     | 176.4                     | 140.5                     | 174.2                     | 198.1                     | 143.5                     | 151.3                     | 153.9                     | 166.4                     | 1,972.2                   |
| 出典：気象庁 ※日照時間は1987 - 2010年の平年値 |                           |                           |                           |                           |                           |                           |                           |                           |                           |                           |                           |                           |                           |

## 歴史
池上町の成立前のこの地域は、鳥羽市堅神町と鳥羽町の一部であった。後の池上町に含まれる志摩国答志郡堅神村の楠木谷には、江戸時代に鳥羽藩の刑場があった。ここで処刑された人物に、源五郎という侠客がいた。源五郎は英虞郡和具村（現・志摩市志摩町和具）の出身で、寛永年間（1624年 - 1645年）の中頃にとある事件の身代わりで処刑されることになり、処刑の際、「死後、私を拝む者がいれば、首から上の病気を治そう」と言い残した。村人は相談し、地蔵を建て霊を弔うことにした。これが現存する「源五郎地蔵」であり、実際に拝んだ人がご利益があったと評判になったという。開帳は毎月24日で、地元の鳥羽市だけでなく、伊勢市方面からも参拝者が訪れる。

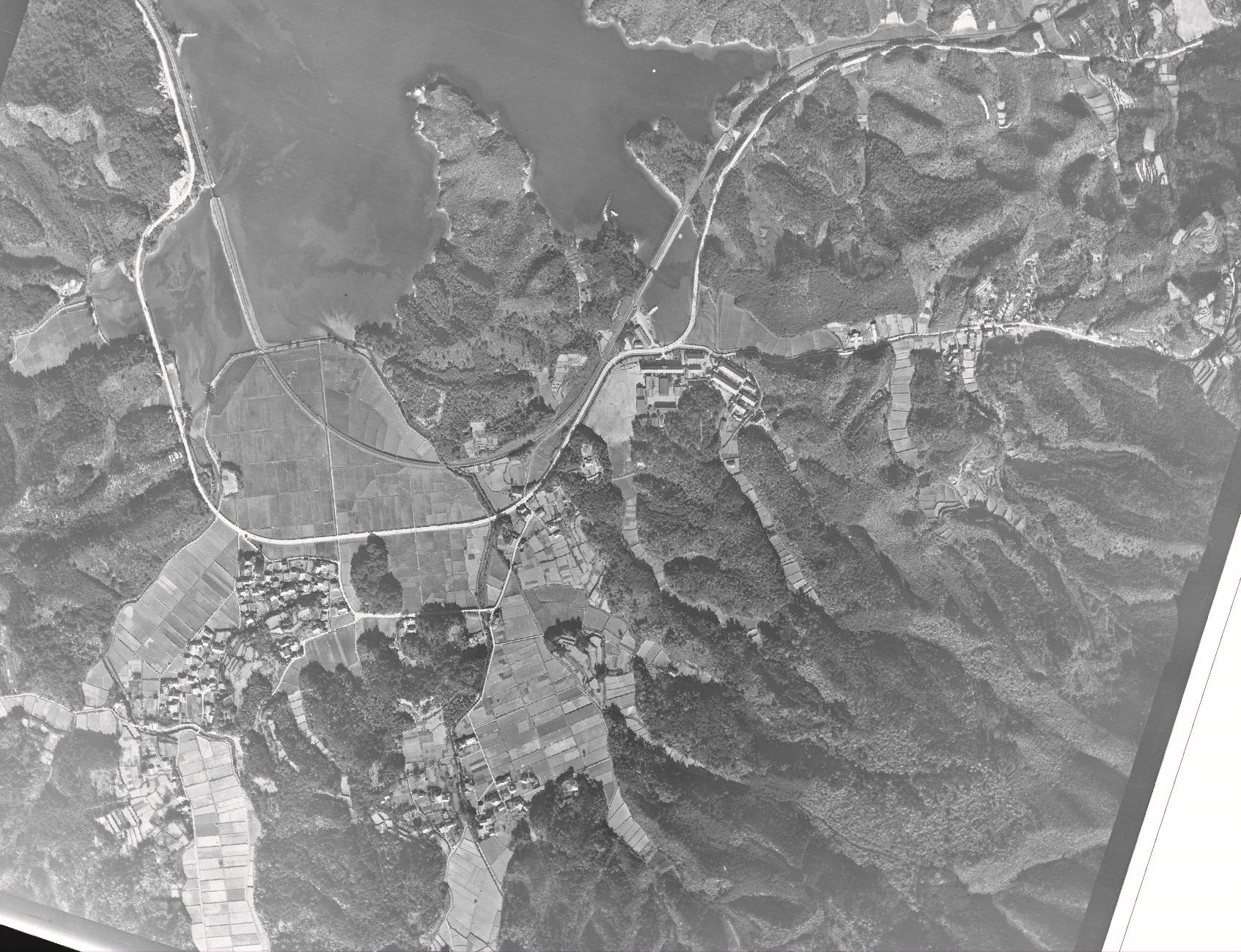
開発前の鳥羽町堅神（1952年）
池上町に相当する地域は、国立鳥羽商船高等学校以外、目立った開発はされていない。
出典：『アメリカ軍（配布元：国土地理院地図・空中写真閲覧サービス）』

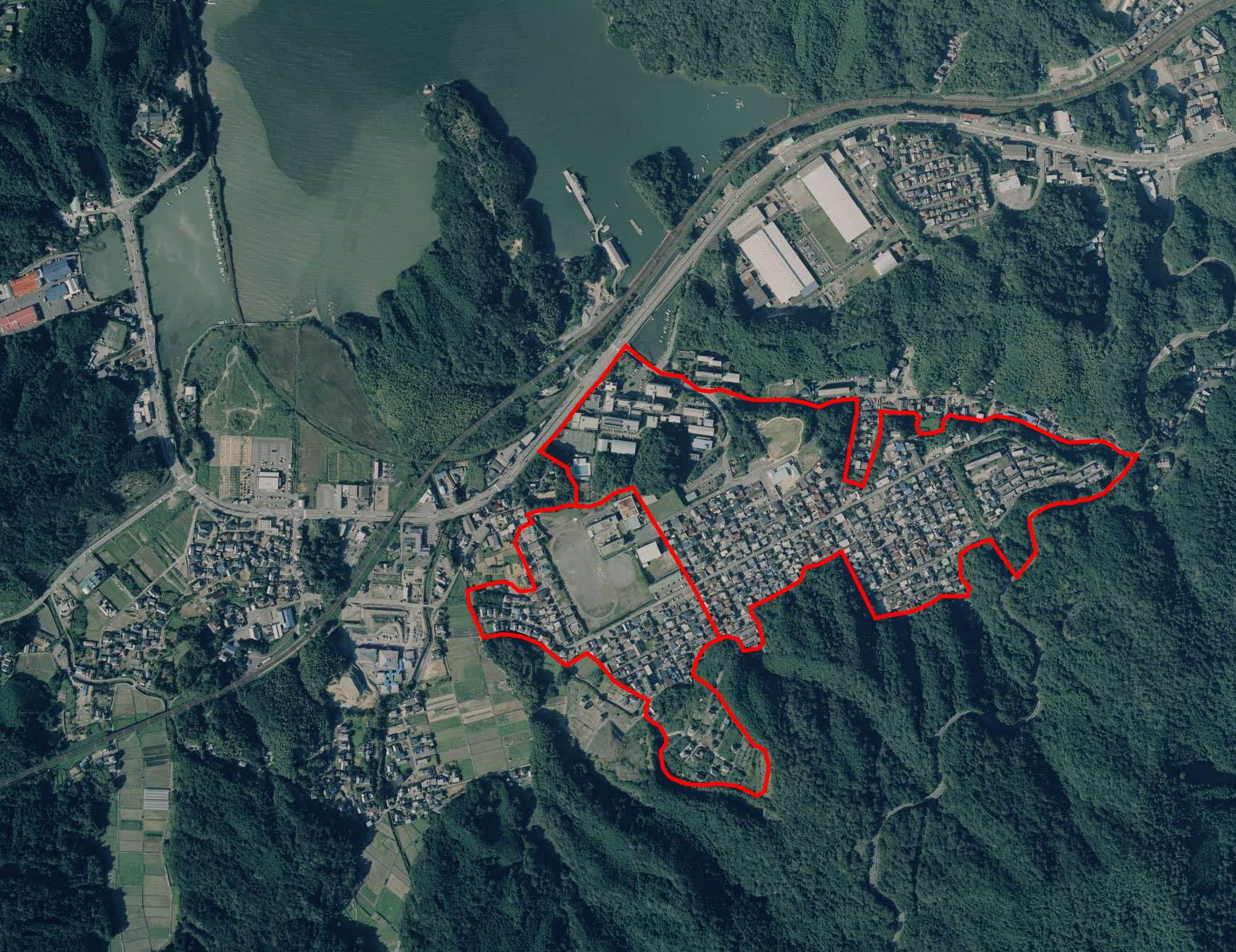
池上町（赤い線の右側）と屋内町（2008年）
上図とほぼ同じ範囲。
出典：『国土交通省「国土画像情報（モノクロ空中写真）」（配布元：国土地理院地図・空中写真閲覧サービス）』

明治時代になると、旧鳥羽藩士の近藤真琴は、1881年（明治14年）8月、故郷の鳥羽町藤之郷赤崎（現・鳥羽四丁目）に東京・商船黌の分校「鳥羽商船黌」を開校した。同校は一時閉鎖を経て再興し、1907年（明治40年）には校舎が手狭になった。鳥羽町に学校を新築する予算はなかったため、三重県に移管し、県費で鳥羽町堅神日ヶ浦（後の池上町）に校舎を建設した。これは1911年（明治44年）3月のことで、校名は三重県立鳥羽商船学校、以降校地は移動しておらず、鳥羽商船高専に継承されている。鳥羽商船高等専門学校に改名したのは、1967年（昭和42年）6月のことである。
1961年（昭和36年）時点の当地は、鳥羽商船高専とその背後にある池のある谷が広がっていた。この谷で1964年（昭和39年）より宅地開発事業が始まった。ちょうど同じ頃、鳥羽一丁目の佐田浜で新港湾建設のための埋立工事が1966年（昭和44年）に着工したため、当地の東部を切り崩して埋め立て用土砂が採取された。土地の切り崩しは宅地造成を兼ねており、約9.9 haの団地が造成された。1964年（昭和39年）からの開発地を含めて当地は「堅神団地」と呼ばれるようになった。
1967年（昭和42年）9月1日、堅神団地と通称される地域を鳥羽町・堅神町から分離し、池上町が成立した。町名は公募により命名された。同時に住居表示が実施された。池上町発足時の人口は483人であった。1970年（昭和45年）には、池上公民館が開館した。
1973年（昭和48年）4月1日、鳥羽市立池上保育所が開所した。池上保育所は、2005年（平成17年）8月に鳥羽保育所・小浜保育所と統合して鳥羽市立あおぞら保育所となった。あおぞら保育所は同年6月10日に完成した。保育所の2階には2007年（平成19年）6月1日に鳥羽市子育て支援センターが開設された。

### 沿革
- 1889年（明治22年）4月1日 - 町村制の施行により、答志郡鳥羽町大字鳥羽および大字堅神となる。
- 1896年（明治29年）4月1日 - 答志郡が英虞郡と合併し、志摩郡鳥羽町大字鳥羽および大字堅神となる。
- 1954年（昭和29年）11月1日 - 昭和の大合併により、鳥羽市鳥羽町および堅神町となる。
- 1966年（昭和41年）9月1日 - 鳥羽町の一部に丁目が導入され、鳥羽市鳥羽町、鳥羽二丁目、堅神町となる。
- 1967年（昭和42年）9月1日 - 新町名制定により、鳥羽市池上町となる[1][2]。

### 人口の変遷
総数 [世帯数：  、人口：  ]
| 1967年（昭和42年） | 136世帯 483人   |
| 1970年（昭和45年） | 360世帯 1,280人 |
| 1975年（昭和50年） | 544世帯 2,376人 |
| 1980年（昭和55年） | 537世帯 2,083人 |
| 1990年（平成2年）  | 537世帯 1,636人 |
| 2000年（平成12年） | 505世帯 1,418人 |
| 2010年（平成22年） | 447世帯 1,192人 |
| 2019年（令和元年） | 471世帯 982人   |

### 町名の由来
町名の制定前は、堅神団地と通称されていた。新町名制定に当たり、町内会が公募した中で最も多かったのが「池上町」であった。宅地開発する前に池があったことと、池の浦の上手に位置することから命名された。池の浦は、鎌倉時代の『倭姫命世記』に「伊気浦」として掲載されている歴史のある地名であり、伊勢市二見町松下の粟皇子神社付近から鳥羽市池上町付近までを指す地名だったと推定されている。
なお、南北朝時代の『神鳳鈔』に伊勢国度会郡に伊勢神宮領の「池上御園」があったという記述があるが、比定地は不明である。

### 町名の変遷
| 実施後 | 実施年月日                | 実施前 |
| ------ | ------------------------- | --- |
| 池上町 | 1967年（昭和42年）9月1日  | 堅神町（字 吉谷・楠木谷の全域、字 六ヶ所・日ヶ浦の一部） 鳥羽町（字 クジメ谷・松ノ木谷焼場谷の全筆、字 裏萩山・大谷・大谷東ノ奥の一部） 鳥羽二丁目（563・564・566・581・589・565番地、568番地（1 - 3）、583番地1、586番地1） |
| 池上町 | 1974年（昭和49年）11月1日 | 堅神町（字 六ヶ所・屋内谷・赤坂の一部） 鳥羽町（字 裏萩山の一部） |

おおむね町の西半分が旧・堅神町、東半分が旧・鳥羽町であり、東側北部の一部が旧・鳥羽二丁目であった。

## 経済
2015年（平成27年）の国勢調査による15歳以上の就業者数は442人で、第一次産業が0人（0%）、第二次産業が79人（17.9%）、第三次産業が363人（82.1%）となっており、産業別では多い順に卸売業・小売業（78人・17.6%）、宿泊業・飲食サービス業（65人・14.7%）、製造業（58人・13.1%）、教育・学習支援業（56人・12.7%）、医療・福祉（51人・11.5%）の順になる。
2014年（平成26年）の経済センサスによると、池上町の全事業所数は23事業所、従業者数は298人である。具体的には洗濯・理容・美容・浴場業が6、飲食サービス業が4、卸売業・小売業、教育・学習支援業が各3、建設業、社会保険・社会福祉・介護事業が各2、製造業、郵便局、廃棄物処理業が各1事業所となっている。全23事業所のうち17事業所が従業員4人以下の小規模事業所である。

## 交通

### 鉄道
池上町に鉄道は通っておらず、最寄り駅は近鉄近鉄鳥羽線池の浦駅である。同駅から池上町まで徒歩で10 - 15分程度かかり、かもめバス（鳥羽市営バス）鳥羽小学校〜石鏡港線で結ばれている。

### 路線バス
2019年（令和元年）現在、池上町にはかもめバス（鳥羽市営バス）と三重交通バス（伊勢営業所管内）が乗り入れており、池上町東、池上町西、商船学校前/鳥羽商船学校前の3つのバス停がある。「商船学校前/鳥羽商船学校前」は同じ位置にあるが、三重交通（商船学校前）とかもめバス（鳥羽商船学校前）でバス停名が異なる。なお、「商船学校前/鳥羽商船学校前」は池上町と堅神町の境界を成す国道上にあり、厳密には堅神町に含まれる。
- かもめバス（鳥羽市営バス）
  - 全バス停共通
    - ■4系統 鳥羽小学校〜石鏡港線 鳥羽小学校
    - ■4系統 鳥羽小学校〜石鏡港線 石鏡港
    - ■4系統 鳥羽小学校〜石鏡港線 畔蛸口（休日のみ）

  - 鳥羽商船学校前バス停のみ
    - ■3系統 小浜〜鳥羽小学校線 小浜漁協前
    - ■3系統 小浜〜鳥羽小学校線 鳥羽小学校（1日1便のみ）
- 三重交通バス 商船学校前バス停
  - ■41系統 伊勢鳥羽線 伊勢市駅前
  - ■41系統 伊勢鳥羽線 鳥羽バスセンター

### 道路
- 国道42号・国道167号（重複区間） - 国道の縁を町界としている[2]ので、厳密には町内を通っていない。
- 伊勢志摩スカイライン（有料道路） - 町の南東部で鳥羽町との境界に利用されている。道路の進入口は鳥羽一丁目にあり[42]、池上町から直接乗り入れることができない。
- 鳥羽市道本町商船学校線[2] - 鳥羽市鳥羽二丁目（本町）と鳥羽商船高専を結ぶ道路。一部が町界として利用されている[2]。

## 施設
- 鳥羽商船高等専門学校[24]
- 鳥羽市中央公民館池上分館[43]
- 鳥羽市立あおぞら保育所[31]
  - 鳥羽市子育て支援センター[32]
- 池上公園[14]
  - 源五郎地蔵[20][21]
- 裏萩山公園[14]
- 鳥羽池上簡易郵便局[44]